# Meganephria albopicta
Meganephria albopicta är en fjärilsart som beskrevs av Matsumura 1925. Meganephria albopicta ingår i släktet Meganephria och familjen nattflyn. Inga underarter finns listade i Catalogue of Life.